# Russ Hiebert
Pour les articles homonymes, voir Hiebert.
Russ Hiebert (né le 8 février 1969 à Steinbach, Manitoba) est un homme politique canadien.

## Biographie
Il a été député à la Chambre des communes du Canada, représentant la circonscription britanno-colombienne de Surrey-Sud—White Rock—Cloverdale de 2004 à 2015 sous la bannière du Parti conservateur du Canada.
En 2004 il remporte l'investiture du nouveau Parti conservateur du Canada après une dure bataille menée contre la députée sortante Val Meredith, qui avait représenté la circonscription sous les bannières réformiste et allianciste depuis 1993.
Hiebert est réélu à la Chambre des communes lors de l'élection générale de 2006. Le 8 février 2006, il est nommé secrétaire parlementaire du ministre de la Défense nationale, Gordon O'Connor; puis en octobre 2007 il est nommé secrétaire parlementaire de la ministre des Affaires intergouvernementales et ministre de la Diversification de l'économie de l'Ouest canadien, Rona Ambrose. Il ne s'est pas représenté lors des élections générales de 2015.